# Duobao (sockenhuvudort i Kina, Jiangxi Sheng, lat 29,40, long 116,12)
Duobao är en sockenhuvudort i Kina. Den ligger i provinsen Jiangxi, i den sydöstra delen av landet, omkring 83 kilometer norr om provinshuvudstaden Nanchang. Antalet invånare är 16 650. Befolkningen består av 8 507 kvinnor och 8 143 män. Barn under 15 år utgör 24,0 %, vuxna 15-64 år 68 %, och äldre över 65 år 6,0 %.
Runt Duobao är det tätbefolkat, med 297 invånare per kvadratkilometer. Närmaste större samhälle är Wangdun, 15,4 km sydost om Duobao. Trakten runt Duobao består till största delen av jordbruksmark.
Genomsnittlig årsnederbörd är 2 294 millimeter. Den regnigaste månaden är maj, med i genomsnitt 338 mm nederbörd, och den torraste är januari, med 74 mm nederbörd.